# 謝小華
謝小華，GBS（1965年1月2日—），香港公務員，曾擔任環境及生態局常任秘書長（環境），官至首長級甲一級政務官。她在1987年加入香港政府，並在1988年6月轉至政務主任職系，曾在布政司署文康市政科、憲制事務科、公務員事務科、新機場工程統籌署、經濟發展及勞工局、衞生福利科及食物及衞生局等多個部門任職，亦曾被調派至香港駐布魯塞爾經濟貿易辦事處出任港府駐欧洲共同体副代表，並在2009年至2011年間擔任電子健康紀錄統籌處處長。她在2016年至2021年間出任民政事務總署署長，因2019年香港區議會選舉由民主派大勝及2019冠状病毒病疫情於香港爆發而在地區工作接連引發爭議。她在2022年1月17日獲委任為環境局常任秘書長，同日起兼任環境保護署署長至2022年12月31日，及後在2025年1月2日退休。

## 早年生活
謝小華生於1965年1月2日，並在香港大學取得经济学学士，以及考獲伦敦大学的法学士學位。

## 公務員生涯

### 生涯早期
謝小華在1987年6月加入香港政府任職二級行政主任，並獲派至布政司署文康市政科轄下的音樂事務統籌處的香港島分處秘書。不過在同年10月，未任滿半年的她就轉至勞工處出任助理勞工事務主任。約一年後，她在1988年6月加入政務主任職系，出任政務總署的助理政務司，負責社區資訊項目，並在年半後調任憲制事務科出任助理憲制事務司。及後，她在1990年至1991年獲港府安排至牛津大学修讀公共行政学課程。

謝小華曾出任港府駐欧洲共同体副代表

返港後，謝在布政司署公務員事務科短暫工作後，被調派至新機場工程統籌署署任高級政務主任，負責機場發展策劃委員會的秘書工作。在1994年5月起，她被委任為布政司署經濟科的助理經濟司，負責與外國締結航空協定的談判，並在任內正式升任為高級政務主任。在1997年1月，她改為於衛生福利科出仕，並擔任首席助理衛生福利司。香港主權移交至中國後，謝隨即在1997年10月被派往欧洲，於香港駐布魯塞爾經濟貿易辦事處擔任港府駐欧洲共同体的副代表，亦在1999年4月升任為首長級丙級政務官。

### 首長級官員
升任至首長級丙級政務官的謝小華繼續在駐布魯塞爾經貿辦供職，並在2000年2月協助統籌香港立法會議員至欧洲的外訪。及後，她在2001年返港，於庫務局出任首席助理局長，負責政府工務的庫務政策事宜。她亦在庫務局重組為財經事務及庫務局時，繼續出任負責庫務的首席助理秘書長。出任約五年庫務職位後，她在2005年轉往經濟發展及勞工局升任副秘書長，主管經濟發展政策。她亦在任內獲確認晉升首長級乙級政務官，以及在2006年7月1日被委任為官守太平紳士。在2007年7月，她調任運輸及房屋局副秘書長，負責港口及物流事務，也因此經常與海事處合作開展不同的項目、政策及法案。
港府在2009年9月安排謝出任食物及衞生局電子健康紀錄統籌處處長，該臨時職位為統籌包括病历互通系統等電子健康記錄計劃而設，而謝亦在系統開發過程中擔任法律、私隱及保安問題工作小組的主席。最終，「醫健通」計劃在2011年12月正式展開公眾諮詢，謝更與食物及衞生局局長周一嶽及常任秘書長袁銘輝一同發佈諮詢文件。及後，她亦在2012年1月於局內調任負責衞生事宜的副秘書長職位，並在2013年4月再晉升為首長級乙一級政務官。

### 民政事務總署署長

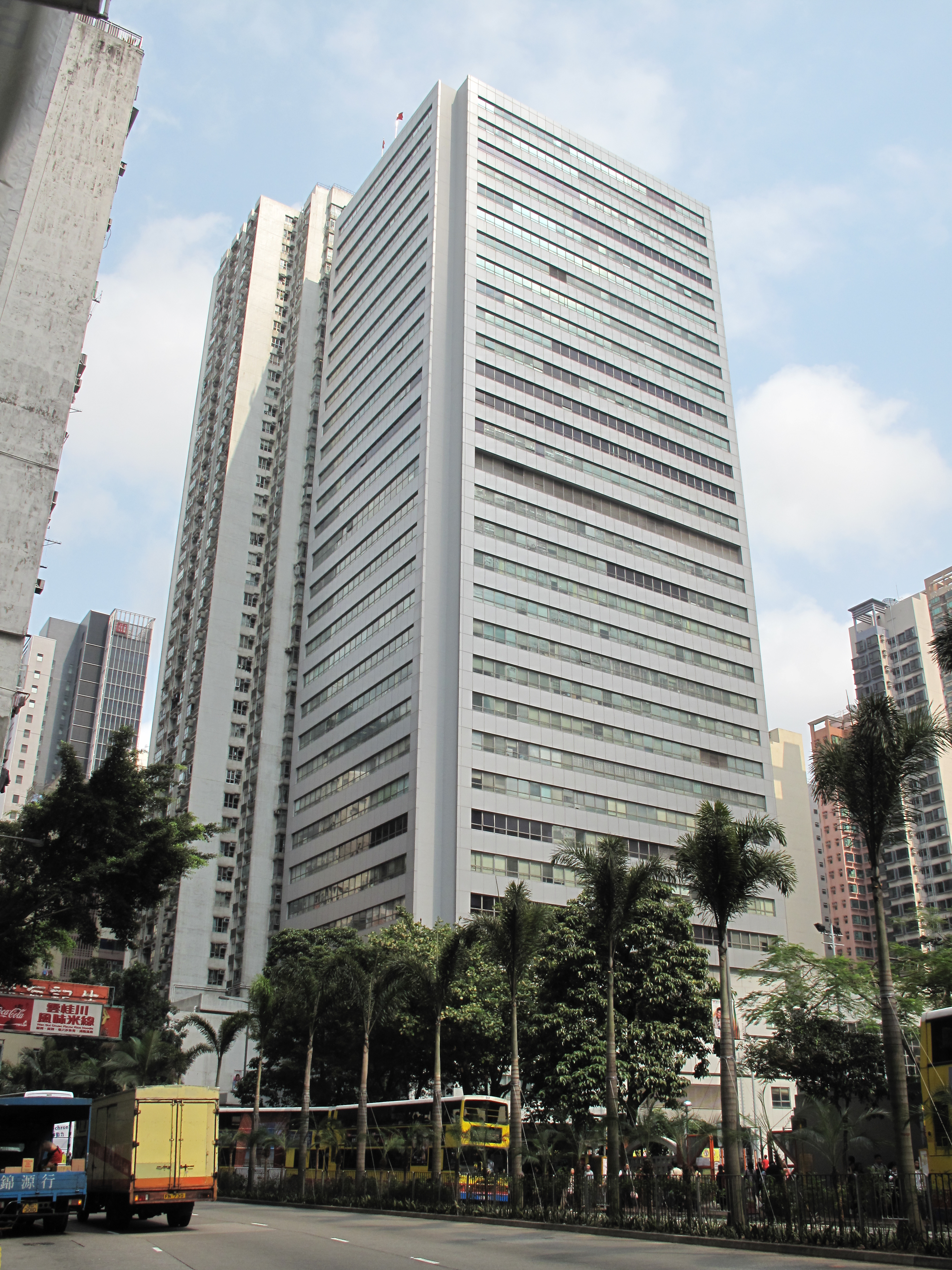
謝小華在2016年起出任民政事務總署署長

港府安排謝小華在2016年4月11日接替陳甘美華出任民政事務總署署長。她在上任後參與及籌辦不少愛國活動，甚至親自就改革开放40年發表演說。就恆常工作方面，她落實開放予市民在網上查閱慈善籌款活動帳目，以便加強公眾監察。與此同時，工作沒遇上重大挑戰的她在2018年6月升任首長級甲級政務官。
由於民主派在2019年香港區議會選舉大勝，民政事務總署與轄下各區區議會變得爭拗不斷。民主派持續抨擊謝因2019冠状病毒病疫情而間歇暫停區議會會議場地及秘書服務。另外，謝在2020年起削減各區區議會撥款引發預算爭議，各區議會亦削減民政事務處的開支作報復。就以往建制派主導通過的觀塘海濱花園音樂噴泉項目，她亦因拒絕向觀塘區議會披露合約及終止工程而被投訴至申訴專員公署。及後，在緊張的政治環境及嚴峻的疫情下，民主派多番公開批評謝刻意阻撓區議會工作，而謝則甚至向中西區區議會主席鄭麗琼發信，指責區議員指控不實及威嚇政府人員。最後，謝籌備2020年香港立法會選舉時決定民政事務專員跨區出任選舉主任，減少下屬與政治人物的衝突。
謝在2020年中被指申請提早退休，直至同年12月屯門區議會主席陳樹英向謝追討津貼時，總署代表則於小額錢債審裁處上以謝即將退休為由建議陳改向律政司司長鄭若驊索償，證實有關消息。然而，她及後繼續留任，亦如常出席公開活動。觀塘海濱花園音樂噴泉最終在2021年4月22日啟用，惟開放一日即告損毀關閉。另外，她亦因應《2021年度施政報告》協助民政事務局籌設工作小組處理新界祖堂地問題。最後，她在2022年1月因升遷至常任秘書長而離任署長。

### 常任秘書長
謝小華在2022年1月17日升任環境局常任秘書長兼環境保護署署長。她在上任不久後，由於李家超於同年7月1日行政長官後的架構改組，其職稱為環境及生態局常任秘書長（環境）。因此，謝除了繼續兼任環保署署長外，她還負責監督天文台和漁農自然護理署的部分政策。隨著工作量的增加，她自2023年1月1日起不再兼任環保署署長，署長職務由徐浩光接任。謝小華在卸任署長後，仍積極出訪屬下部門以了解他們的日常工作，並陪出局長謝展寰拜訪北京與中国生态环境部協調工作，及後在港舉辦2024年全國生態日活動。此外，她也代表港府到參與外地的國際論壇及展覽活動。她在2023年4月晉升為首長級甲一級政務官，及後於2025年1月2日因年滿60歲而從公務員系統退休，並由張國財接任常秘職務。隨後，她在2025年7月1日的香港2025年度授勳及嘉獎名單獲港府頒發金紫荊星章。

## 個人生活
謝小華已婚，丈夫姓葉。謝持有多個物業，她在李家超政府上任時以18個物業成為擁有最多物業的高層官員，數量比被喻為「樓王」的張建宗還要多，故她被稱為「樓后」。雖然她在眾多物業中僅獨自持有英国的大宅及中港兩地各一個工業單位，惟她在2016年與家人聯名以超過二千七百萬港元購入半山區豪宅殷然的中層單位時曾備受關注。

## 榮譽

### 殊勳
- 官守太平紳士（J.P.）（2006年7月1日－2025年1月1日）[13]
- 金紫荊星章（G.B.S.）（香港2025年度授勳及嘉獎名單；2025年7月1日－）[56]

### 頭銜
- 謝小華，JP（Janice Tse Siu-wa, JP，2006年7月1日－2025年1月1日）[13]
- 謝小華，GBS（Janice Tse Siu-wa, GBS，2025年7月1日－）[56]

## 注脚
1. ↑  在2022年7月1日前稱為環境局常任秘書長；在2022年12月31日及之前兼任環境保護署署長。